# Gukja
Gukja sind Zeichen, die in Korea nach den Formprinzipien der chinesischen Schrift entwickelt wurden, aber lediglich im Koreanischen verwendet werden.
Ein Beispiel dafür ist das Schriftzeichen 畓 (Hangeul: 답 dap), das Chinesisch als 水田 (Pinyin: shuǐtián) in der Bedeutung Reisfeld geschrieben wird und die beiden Zeichen zu einem kombiniert. Auch das Schriftzeichen 欌 (Hangeul: 장 jang) ist ein koreanisches Zeichen und bedeutet Kleiderschrank.
Einige Hanja sind vereinfachte Formen, yakja (Hangeul: 약자, Hanja: 略字), die im Alltagsgebrauch auftreten konnten. Ein Beispiel ist , eine kursive Form des Schriftzeichens 無 (wú ‚nichts‘).
Weitere Beispiele sind: 巭 (부 bu), 頉 (탈 tal), 䭏 (편 pyeon), 哛 (뿐 ppun) und 椧 (명 myeong).  